# Ђувеч
Ђувеч (од тур.  — „земљани лонац”) је турскo, румунскo и балканско вариво од меса и поврћа, сличнo француској супи рататуј. Прави се од меса, маслина, парадајза, гљива, лука, зачинског биља и зачина, а обично се послужује уз мешану салату. Од меса могу се користити пилетина, свињетина, јањетина или говедина, а понекад и риба, али месо се може изоставити. Коришћено поврће: лук, парадајз, паприка, тиквице, патлиџан, грашак, кромпир и шаргарепа. Поред тога, додају се и келераба, боранија и слатки купус, као и пиринач. Од зачина се додају: црвена паприка и зачинско биље, као и још нека друга. Ово јело може бити пржено или печено.
Посуда у којој се кува такође се назива ђувеч, која долази од турске речи Güveç, што значи земљани лонац. Користи се за бројна јела из тепсија, као и динстаних која се у њима кувају. Лонац је широк и средње висок, може бити глазиран или неглазиран, а јело у њему се кува са мало или нимало додатне течности.
Ђувеч се може правити у било којој врсти ватросталне посуде, али лонци од глине или земљаног посуђа се радо користе због опојне, земљане ароме коју дају вариву.

## Јела
Из Турске се проширио широм региона, са малим варијацијама у имену. Поред назива ђувеч у земљама бивше Југославије, јело се у Бугарској назива гювеч, мада ова јела се не кувају увек у истоименим земљаним лонцима.
Турско, румунско и балканско вариво од меса и поврћа печено у пећници слично рататују назива се разним именима, укључујући гувец и ђувеч. Прави се од меса, маслина, парадајза, печурки, лука, зачинског биља и зачина, а често се служи са „балканском мешаном салатом”, комбинацијом печеног патлиџана, слатке паприке, белог лука, парадајза и сирћета.
Месо може укључивати пилетину, свињетину, јагњетину или понекад говедину или рибу (или месо може бити изостављено), док поврће укључује лук, парадајз, паприку, тиквице, патлиџан, грашак, кромпир и шаргарепу. Јело је ароматизовано алевом паприком и чубаром, као и разним другим биљем, а може се кувати у тигању или у рерни.
Неке од познатијих врста ђувеча укључују:
- Турлу ђувеч – мешано поврће
- Кузу ђувеч – јагњетина и овчетина
- Дана ђувеч – телетина или говедина
- Каридес ђувеч – шкампи
- Ђувеч од патлиџана – плави патлиџан